# Festival Internacional de Cine de Venecia de 1962
La 23ª Mostra de Venecia se celebró del 25 de agosto al 8 de septiembre de 1962.

## Jurado
Internacional
- Luigi Chiarini (Presidente)[2]
- Guglielmo Biraghi
- G. B. Cavallaro
- Georges Charensol
- Iosif Kheifits
- John Houseman
- Arturo Lanocita
- Ronald Neame
- Hans Schaarwächter

Mostra del Film per Ragazzi
- Luigi Volpicelli (Presidente)
- Joy Batchelor
- Elsa Britta Marcussen
- Ota Hofman
- Matteo Ajassa
- Dino Origlia

Mostra del Film Documentario
- Jerzy Toeplitz (Presidente)
- Vincente Antonio Pineda
- Jean Rouch
- Sam Waagenaar
- Giovanni Calendoli
- Giulio Cattivelli
- Ugo Gregoretti

Mostra del Film sull'Arte
- Paul Haesaerts (Presidente)
- Simone Gille Delafone
- Francesco Merenyi
- Attilio Bertolucci
- Aglauco Casadio

## Películas

### Sección oficial
Las películas siguientes se presentaron en la sección oficial:
| Título en español               | Título original                      | Director(es)           | País        |
| ------------------------------- | ------------------------------------ | ---------------------- | ----------- |
| Crónica familiar                | Cronaca familiare                    | Valerio Zurlini        | Italia      |
| Eva                             | Eva                                  | Joseph Losey           | Francia     |
| Homenaje a la hora de la siesta | Homenaje a la hora de la siesta      | Leopoldo Torre Nilsson | Argentina   |
| Relato íntimo                   | Thérèse Desqueyroux                  | Georges Franju         | Francia     |
| El proceso                      | Le procès                            | Orson Welles           | Francia     |
| Escándalo en las aulas          | Term of Trial                        | Peter Glenville        | Reino Unido |
| La infancia de Iván             | Ivanovo Detsvo                       | Andrei Tarkovsky       | URSS        |
| El hombre de Alcatraz           | Birdman of Alcatraz                  | John Frankenheimer     | EE. UU.     |
| The Mad Fox                     | Koiya koi nasuna koi                 | Tomu Uchida            | Japón       |
| Lolita                          | Lolita                               | Stanley Kubrick        | Reino Unido |
| Mamma Roma                      | Mamma Roma                           | Pier Paolo Pasolini    | Italia      |
| Vivir su vida                   | Vivre sa vie: Film en douze tableaux | Jean-Luc Godard        | Francia     |
| Smog                            | Smog                                 | Franco Rossi           | Italia      |
| Lyudi i zveri''                 | Lyudi i zveri''                      | Sergei Gerasimov       | RFA         |

Informativa
| Título en español                         | Título original                           | Director(es)                        | País           |
| ----------------------------------------- | ----------------------------------------- | ----------------------------------- | -------------- |
| Un sabor a miel                           | A Taste of Honey                          | Tony Richardson                     | Reino Unido    |
| El barón fantástico                       | Baron Prásil                              | Karel Zeman                         | Checoslovaquia |
| Black Fox: The True Story of Adolf Hitler | Black Fox: The True Story of Adolf Hitler | Louis Clyde Stoumen                 | EE. UU.        |
| Cléo de 5 à 7                             | Cléo de 5 à 7                             | Agnès Varda                         | Francia        |
| The Bread of Those Early Years            | Das Brot der frühen Jahre                 | Herbert Vesely                      | RFA            |
| Elisa                                     | David and Lisa                            | Frank Perry                         | EE. UU.        |
| Dulcinea                                  | Dulcinea                                  | Vicente Escrivá                     | España         |
| Electra                                   | Ilektra                                   | Mihalis Kakogiannis                 | Grecia         |
| Il mare                                   | Il mare                                   | Giuseppe Patroni Griffi             | Italia         |
| Kusa wo karu musume                       | Kusa wo karu musume                       | Katsumi Nishikawa                   | Japón          |
| Kwiecien                                  | Kwiecien                                  | Witold Lesiewicz                    | Polonia        |
| La bandida                                | La bandida                                | Roberto Rodríguez                   | México         |
| La cifra impar                            | La cifra impar                            | Manuel Antin                        | Argentina      |
| La cosecha estéril                        | La commare secca                          | Bernardo Bertolucci                 | Italia         |
| La lunga strada del ritorno               | La lunga strada del ritorno               | Alessandro Blasetti                 | Italia         |
| Sibila                                    | Les dimanches de Ville d'Avray            | Serge Bourguignon                   | Francia        |
| Los inundados                             | Los inundados                             | Manuel Antin                        | Argentina      |
| Los que no fuimos a la guerra             | Los que no fuimos a la guerra             | Julio Diamante                      | España         |
| Megszállottak                             | Megszállottak                             | Károly Makk                         | Hungría        |
| El cuchillo en el agua                    | Nóz w wodzie                              | Roman Polanski                      | Polonia        |
| Assalto ao Trem Pagador                   | Assalto ao Trem Pagador                   | Roberto Farias                      | Brasil         |
| La trampa                                 | Otoshiana                                 | Hiroshi Teshigahara                 | Japón          |
| Parigi o cara                             | Parigi o cara                             | Vittorio Caprioli                   | Italia         |
| Mother and a Guest                        | Sarangbang sonnimgwa eomeoni              | Shin Sang-ok                        | Corea del Sur  |
| El intruso                                | The intruder                              | Roger Corman                        | EE. UU.        |
| The Time and the Touch                    | The Time and the Touch                    | Benito Alazraki                     | EE. UU.        |
| Third of a Man                            | Third of a Man                            | Robert Lewin                        | EE. UU.        |
| Três Cabras de Lampião                    | Três Cabras de Lampião                    | Aurélio Teixeira                    | Brasil         |
| Una historia milanesa                     | Una storia milanese                       | Eriprando Visconti                  | Italia         |
| Un coeur gros comme ça                    | Un coeur gros comme ça                    | François Reichenbach                | Francia        |
| Hay que quemar a un hombre                | Un uomo da bruciare                       | Valentino Orsini y Hermanos Taviani | Italia         |
| Boom town                                 | Uzavreli grad                             | Veljko Bulajic                      | Yugoslavia     |
| El maniquí                                | Vaxdockan                                 | Arne Mattsson                       | Suecia         |

Fuera de concurso
| Título en español | Título original | Director(es) | País    |
| ----------------- | --------------- | ------------ | ------- |
| West side Story   | West side Story | Robert Wise  | EE. UU. |

### 13. Mostra Internazionale del Film Documentario[6]
Experimental
| Título original | Director(es) | País   |
| --------------- | ------------ | ------ |
| Fata Morgana    | Lino Del Fra | Italia |

Geográfico, etnográfico y folklore
| Título original | Director(es)      | País       |
| --------------- | ----------------- | ---------- |
| Kad jesen dodje | Midhat Mutapdzic  | Yugoslavia |
| Konavoka        | Vasilije Brajovic | Yugoslavia |

Deportiva y turística
| Título original       | Director(es)             | País        |
| --------------------- | ------------------------ | ----------- |
| Espacio dos           | Javier Aguirre           | España      |
| London for a day      | David McKeand, Ian Woolf | Reino Unido |
| Patinoire             | Gilles Carle             | Canadá      |
| The heart of Scotland | Laurence Honson          | Reino Unido |

Divulgación e información técnica y científica
| Título original               | Director(es)       | País       |
| ----------------------------- | ------------------ | ---------- |
| Breaking the Language Barrier | George Pratt       | EE. UU.    |
| Diamètres                     | Philippe Condroyer | Francia    |
| Il pianeta acciaio            | Emilio Marsili     | Italia     |
| Izgubljeni svijetovi          | Branko Marjanovic  | Yugoslavia |

Cultural y educativa
| Título original           | Director(es) | País        |
| ------------------------- | ------------ | ----------- |
| Mr. Marsh Comes to School | John Krish   | Reino Unido |

Vida contemporánea y documentación social
| Título original     | Director(es)                 | País       |
| ------------------- | ---------------------------- | ---------- |
| Abitibi             | René Bonniére                | Canadá     |
| Delta Phase 1       | Bert Haanstra                | Holanda    |
| Gente en la playa   | Néstor Almendros             | Cuba       |
| Sunday on the river | Gordon Hitchens, Ken Resnick | EE. UU.    |
| Veliki okrsaj       | Svetozar Pavlovic            | Yugoslavia |
| Wezel               | Kazimierz Karabasz           | Polonia    |

Narrativo
| Título original      | Director(es)   | País    |
| -------------------- | -------------- | ------- |
| Kali Nihta, Socrates | Stuart Hagmann | EE. UU. |
| Two of us            | Alex Tartaglia | EE. UU. |

Teledocumental
| Título original                      | Director(es)       | País        |
| ------------------------------------ | ------------------ | ----------- |
| Puerto Rico: The Peaceful Revolution | Henwar Rodakiewicz | EE. UU.     |
| Scott's Last Journey                 | John Read          | Reino Unido |
| U.S. #1: American Profile            | Lou Hazam          | EE. UU.     |

### 5ª Mostra Internazionale del Film sull'Arte
| Título original                   | Director(es)             | País        |
| --------------------------------- | ------------------------ | ----------- |
| Barbara Hepworth                  | John Read                | Reino Unido |
| Die Schleuse                      | Reinhard Elsner          | RFA         |
| Kolorowy swiat                    | Jan Lomnicki             | Polonia     |
| La paleta de Velázquez            | Manuel Hernández Sanjuán | España      |
| Le bonheur d'être aimé            | Henri Storck             | Francia     |
| Vincent Van Gogh: A Self-Portrait | Ray Garner               | EE. UU.     |
| Whaler Out of New Bedford         | Francis Thompson         | EE. UU.     |

## Retrospectivas
En esta edición, se centró en un espacio dedicado al director polaco Andrzej Munk y otro al cine sonoro estadounidense entre 1926 y 1932.

## Premios[8]
- León de Oro:
  - Crónica familiar de Valerio Zurlini
  - La infancia de Iván de Andrei Tarkovsky
- Premio especial del jurado: Vivir su vida de Jean-Luc Godard
- Copa Volpi al mejor actor: Burt Lancaster por El hombre de Alcatraz
- Copa Volpi a la mejor actriz: Emmanuelle Riva por Relato íntimo
- Mejor ópera prima: 
  - Elisa de Frank Perry
  - Los inundados de Manuel Antin
- Premio New Cinema: 
  - Mejor película: Hay que quemar a un hombre de  Valentino Orsini y los Hermanos Taviani
  - Mejor actor: Philippe Noiret por Relato íntimo
  - Mejor actriz: Anna Magnani por Mamma Roma
- Premio San Jorge: El hombre de Alcatraz de John Frankenheimer
- Premio FIPRESCI: El cuchillo en el agua de Roman Polanski
- Premio OCIC: Escándalo en las aulas de Peter Glenville
- Premio Pasinetti: 
  - Vivir su vida de Jean-Luc Godard (Oficial)
  - Hay que quemar a un hombre de  Valentino Orsini y los Hermanos Taviani (secciones paralelas)
- Premio Italian Cinema Clubs: Mamma Roma de Pier Paolo Pasolini
- Gran Premio León de San Marco: Zablácené mesto de Václav Táborsky
- Premio de la ciudad de Imola: Una historia milanesa de Eriprando Visconti

Mención especial: Pelle viva de Giuseppe Fina
- Premio Cinema 60: Hay que quemar a un hombre de  Valentino Orsini y los Hermanos Taviani
- Premio de la ciudad de Venecia: Crónica familiar de Valerio Zurlini
- Premio Catholic Cinema Clubs: Crónica familiar de Valerio Zurlini